# أنجيلز مارتينيز كاستيلس
أنجيلز مارتينيز كاستيلس هو خبيرة اقتصادية وسياسية كتالونية. من 2015 إلى 2017 مثلت برشلونة في برلمان كتالونيا.

## الحياة والوظيفة
ولدت كاستيلس في موليت ديل فاليس. التحقت بجامعة برشلونة حيث تخرجت بدرجة الدكتوراه في الاقتصاد، كما درست سابقًا التجارة والفلسفة والأدب والقانون. تم توجيه أطروحتها من قبل فابيان إستابي حيث درست الحكم في البرتغال بعد ثورة القرنفل. بعد حصولها على الدكتوراه أصبحت كاستيلز أستاذة للسياسة الاقتصادية في كلية الاقتصاد والعلوم التجارية بجامعة برشلونة.
في عام 2000 كانت نائب رئيس مؤسسة بيري أردياكا.
كانت كاستيلس عضوًا مؤسسًا في حزب اليسار المتحد والبديل، وهو حزب سياسي كتالوني. عملت لسنوات كعضو في المجلس الوطني لذلك الحزب. ترشحت كاستيلس لعضوية البرلمان الأوروبي عن اليسار المتحد والبديل في عام 1999، وفي عام 2004 كانت مرة أخرى على قائمة الاتحاد واليسار البديل، لكنها لم يتم انتخابها.
في عام 2009 شاركت في تأسيس ثم رئاسة منصة الصحة العامة. في عام 2013 تم انتخابها لعضوية المجلس العلمي لجمعية فرض الضرائب على المعاملات المالية وإجراءات المواطنين. في مايو 2015 صُنِّفَت في المركز 32 على قائمة حزب برشلونة إن كومو في الانتخابات البلدية. في يوليو 2015 تم انتخابها في انتخابات أولية لتحتل المركز الثاني في قائمة بوديموس للانتخابات البرلمانية الكتالونية. احتلت أيضًا مكانة عالية في قائمة الأحزاب الناتجة وانتُخبت لعضوية برلمان كاتالونيا حيث عملت حتى عام 2017.